# 土卫六十
土卫六十（临时名称：S/2004 S 29）是土星的一颗天然卫星，属于因纽特群。其发现于2019年10月7日由斯科特·谢泼德、大卫·朱伊特和扬·克莱纳通过2004年12月12日至2007年1月17日期间的观测结果宣布。该卫星在2021年8月被正式命名。
土卫六十的直径约为4公里，以逆行的方式绕土星公转，平均距离为16.981亿米，公转周期为826.44天，轨道倾角为45.1°，轨道离心率为0.440。